# Brachyurophis roperi
Brachyurophis roperi är en ormart som beskrevs av Kinghorn 1931. Brachyurophis roperi ingår i släktet Brachyurophis och familjen giftsnokar och underfamiljen havsormar. Inga underarter finns listade i Catalogue of Life.
Denna orm förekommer i norra Australien i Western Australia och Northern Territory. Arten lever i savanner och besöker ofta torra skogar. Brachyurophis roperi gräver i lövskiktet och i det översta jordlagret. Den gömmer sig även under stenar. Artens bett är giftigt. Honor lägger ägg.
För beståndet är inga hot kända. Hela populationen anses vara stabil. IUCN listar arten som livskraftig (LC).